# Pterygota colombiana
Pterygota colombiana är en malvaväxtart som beskrevs av José Cuatrecasas. Pterygota colombiana ingår i släktet Pterygota och familjen malvaväxter. Inga underarter finns listade i Catalogue of Life.